# Miguel Ángel Castellini
Miguel Ángel Castellini (* 26. Januar 1947 in Santa Rosa de Toay, La Pampa, Argentinien; † 28. Oktober 2020 in Buenos Aires) war ein argentinischer Boxer im Halbmittelgewicht. Im Jahr 1976 erhielt er den WBA-Weltmeistertitel.

## Leben
Zwischen 1965 und 1980 nahm er an mehr als 90 Kämpfen teil. Am 8. Oktober 1976 schlug er José Manuel Durán durch Mehrheitsentscheidung und eroberte dadurch den WBA-Weltmeistertitel. Den Titel verlor er 1977 im Duell gegen den nicaraguanischen Boxer Eddie Gazo.
Er starb am 28. Oktober 2020 in einem Krankenhaus in Buenos Aires. Zuvor hatte sich Castellini mit dem SARS-CoV-2 infiziert.